# Lu Chunlong
Dans ce nom chinois, le nom de famille, Lu, précède le nom personnel.
Lu Chunlong (né le 8 avril 1989 à Jiangyin) est un gymnaste trampoliniste chinois. 

## Palmarès et classements

### Jeux olympiques
- Pékin 2008
  -  Médaille d'or au trampoline.

- Londres 2012
  -  Médaille de bronze au trampoline.